# Agapetes setigera
Agapetes setigera är en ljungväxtart som beskrevs av David Don och George Don jr. Agapetes setigera ingår i släktet Agapetes och familjen ljungväxter. Inga underarter finns listade i Catalogue of Life.